# Pseudoxenodon baramensis
Espèce
Statut de conservation UICN

 DD  : Données insuffisantes
Pseudoxenodon baramensis est une espèce de serpents de la famille des Pseudoxenodontidae. 

## Répartition
Cette espèce est endémique du Sarawak en Malaisie orientale à Bornéo,.

## Description
L'holotype de Pseudoxenodon baramensis un mâle, mesure 700 mm dont 125 mm pour la queue. Cette espèce a un dos gris olivâtre présentant un réseau noirâtre assez peu visible. Sa face ventrale est jaunâtre.

## Étymologie
Son nom d'espèce, composé de baram et du suffixe latin -ensis, « qui vit dans, qui habite », lui a été donné en référence au lieu de sa découverte, les sources de la Baram sur le mont Dulit à environ 1 000 m d'altitude.

## Publication originale
- Smith, 1921 : Two new batrachians and a new snake from Borneo and the Malay Peninsula. Journal of the Federated Malay States Museums, vol. 10, p. 197-199 (texte intégral).